# Хакамада Івао
Івао Хакамада (яп. 袴田巖; нар. 10 березня 1936, Сідзуока) — японець, несправедливо звинувачений у масовому вбивстві, що провів у в'язниці 56 років перед повторним судовим розглядом, яке завершилося його виправданням. У 2011 році був занесений в Книгу рекордів Гіннеса як людина, котра більше всіх у світі чекала виконання смертного вироку.

## Біографія
Івао Хакамада народився 10 березня 1936 року в місті Сідзуока, Японія. У нього є старша сестра Хидеко; старший брат Сігеджі помер в 2001 році. З 1959 по 1961 рік Хакамада брав участь в 29 боях з професійного боксу в напівлегкій вазі. Він посідав шосте місце у своїй ваговій категорії. Закінчив свою кар'єру з 16 перемогами, 11 поразками і 2 нічиїми, включаючи одну перемогу технічним нокаутом. Всі його поразки були присуджені за очками. Після закінчення своєї боксерської кар'єри він працював на фірмі, що виробляла бобову пасту, в Сідзуоці.
30 червня 1966 року Хакамада гасив пожежу в будинку одного з керівників своєї фабрики. Коли це сталося в будинку були виявлені тіла господаря, його дружини і двох дітей — всі четверо були вбиті ножем, з будинку було викрадено гроші в сумі близько 200 тисяч ієн (приблизно 550 доларів США). В серпні Хакамада був заарештований за звинуваченням у вбивстві чотирьох осіб. В вересні 1968 року окружний суд в Сідзуока засудив його до смертної кари через повішення. В листопаді 1980 року Верховний суд Японії залишив в силі смертний вирок.
У 2007 році Норіміті Кумамото, один з трьох суддів, які винесли смертний вирок Хакамада, заявив про підтримку Хакамади, а також про те, що він завжди вірив у його невинність, але під час винесення вироку не зміг переконати двох інших суддів у невинності підсудного.
У березні 2012 року у Хакамади було взято зразки крові для проведення роботи точнішого аналізу ДНК, щоб порівняти зі зразком крові знайденої на місці злочину.
У березні 2014 року суд в місті Сідзуока визнав що ДНК Хакамади не збігається з генетичним матеріалом крові, виявленої на місці злочину, і звільнив 78-річного чоловіка.